# Penates

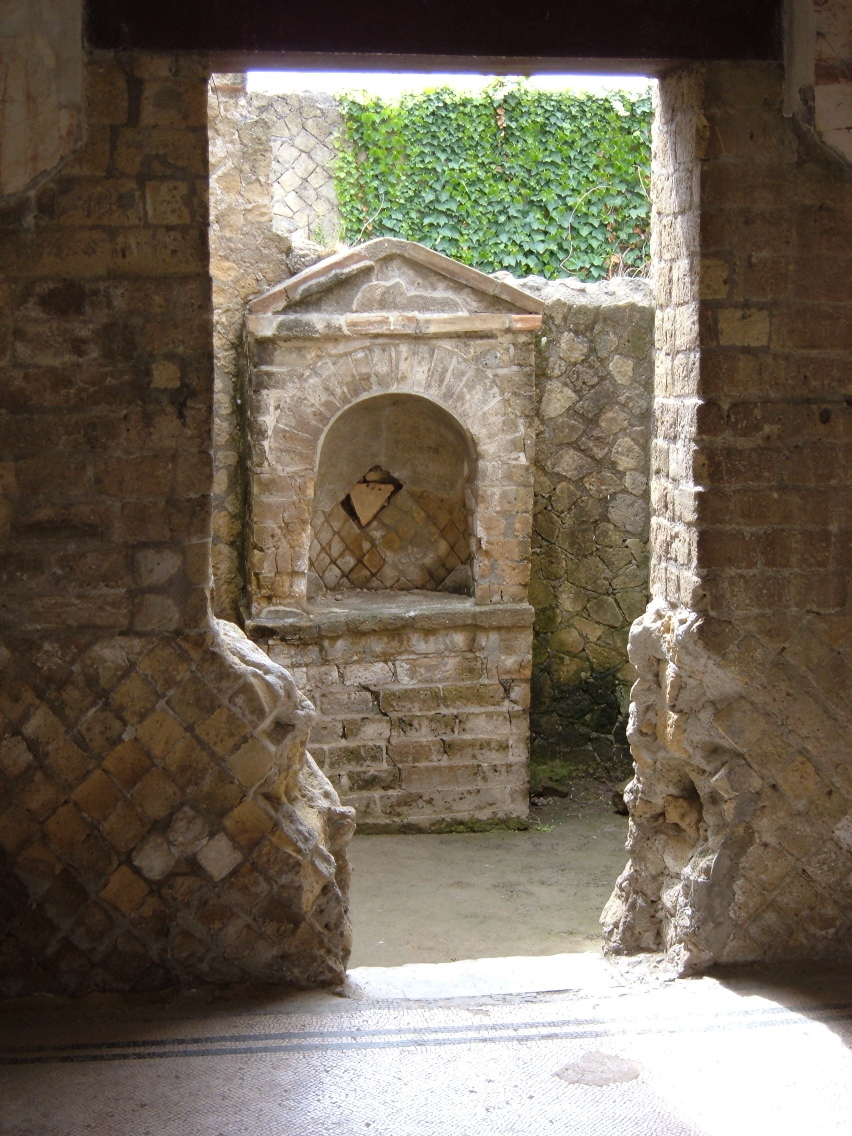
Een huisaltaar te Herculaneum dat waarschijnlijk voor zowel offers aan de Penates als de Lares diende.

De Penates of Penaten waren huisgoden, die met de Lares bij de huiselijke haard werden vereerd, en wier naam aanduidt, dat zij zorgden voor de dagelijkse levensbehoeften, voor het dagelijks brood. Het waren de goden van de huiselijke voorraad. Penaten hadden géén menselijke gestalten, het waren van oorsprong goddelijke machten (numina). Hun dienst was zeer nauw verbonden met die van Vesta, die ook een godin was van de huiselijke haard. De Penates kregen hun deel aan de verschillende maaltijden, die door de huisgenoten gemeenschappelijk werden gehouden. Zij werden daardoor als het ware een personificatie van het gezellig huiselijk leven.

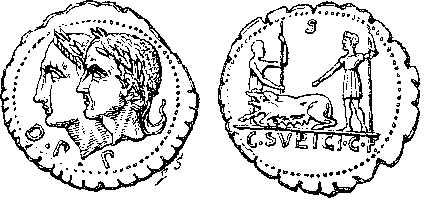
De met laurier gekroonde hoofden van de penates publici met D.P.P. (= Dei Penates Publici) in de afsnede en aan de keerzijde twee rechtopstaande Romeinse generaals, gekleed in paludamentum, die een lans in de linkerhand houden en de rechter uitsteken, alsof het gaat om de sluiting van een akkoord, au-dessus boven een zeug met dertig zogende biggetjes en opschrift C.SV(LP)ICI.C.F. (= Gaii Sulpicii Gaii Filii) (denarius van een lid van de gens Sulpicia, ca. 94 v.Chr.).

Maar niet alleen had ieder huis zijn Penates, iedere Latijnse, ja, waarschijnlijk iedere Italische stad vereerde godheden, aan wie hetzelfde karakter en dezelfde eigenschappen werden toegeschreven, omdat de inwoners achtten, dat zij behoorden tot één zelfde groot gezin. De koloniën, die gesticht werden, namen uit hun moederstad met het heilige vuur van Vesta tevens de dienst van de Penates mee. Het waren voorvaderlijke goden, patrii dii. De Penates van de staat werden doorgaans maiores of publici genoemd in tegenstelling tot die, welke op het huiselijk leven betrekking hadden, die de naam droegen van privati of minores.
Vooral beroemd waren de Penates van Lanuvium. Deze waren door Aeneas uit Troje meegebracht. Vandaar werden zij door zijn zoon Ascanius naar Alba Longa en later na de verwoesting van die stad naar Rome overgebracht. De Penates van de Romeinsche staat waren dus dezelfde als die door de Trojanen waren vereerd.
Zij hadden te Rome een tempel op de Velia, die nog bestaat, waar hun beelden hen als twee zittende, met speren gewapende jongelingen voorstelden. De dienst in die tempel bleef, hoezeer ook de dienst van de Penates bijna geheel en al met die van de Lares ineensmolt, lange tijd in hoge eer. Dat de verering van de Penates zo populair was, kwam doordat de familia een erg belangrijke rol speelde in het leven van een Romein. Iedere morgen begon een plichtsgetrouwe familia onder leiding van de pater familias
de dag met een offer aan de huisgoden.
De Russische schilder Ilja Repin noemde zijn huis Penati naar deze huisgoden.